# Криуши (Вешкаймский район)
Криуши — упразднённое в 1968 году село в Вешкаймском районе Ульяновской области РСФСР СССР. Ныне урочище Криуши, на территории Чуфаровского городского поселения.

## География
Село находилось на реке Криуша (приток Майны), в 7 км от р. п. Чуфарово, Анненково в 6 км. Расстояние до Карсуна 25 км, до Ульяновска — 70 км.

## История
В 1693 — 1694 гг. была «отказана в поместье» дворянам И. И. и С. И. Неклюдовым «порозжая земля с Синбирском уезде на речке Криуше, что им променил Иван Сурин». Кроме того, эти дворяне получили здесь же ещё 17,5 десятин «примерной земли».
В 1777 году прихожанами был построен холодный деревянный храм; престол в нём в честь Рождества Христова. Причт состоял из священника и псаломщика.
В 1780 году село Рожественское Криуши тож, при речке Криуше, помещиковых крестьян, однодворцев, черкас владельческих, из Симбирского уезда вошло в состав Карсунского уезда .
На 1859 год село Криуши, в 1-м стане, на коммерческом тракте в г. Сызрань, имелась православная церковь.
Церковно-приходское попечительство открыто в 1867 году. Земская школа существует в селе с 1867 года.
13 декабря 1872 г. её с осмотром посетил И. Н. Ульянов.
13 декабря 1882 г. Симбирское Губернское Земское Собрание разрешило выдать Криушинскому церковному попечительству кредит в сумме 1500 руб. сроком на 14 лет на строительство школы. Новое каменное помещение для неё было построено в 1884 году.
В годы революции 1905-1907 гг. в с. Криуши было 214 крестьянских дворов, имелись усадьбы помещиков Н. А. Анненкова, В. И. Панютиной, Е. П. Митропольской и М. И. Терминской, хутор и паровая мельница И. Ф. Кондратьева.
В 1926 году в Криушах имелась школа первой ступени, а рядом с селом находились: Васильевский поселок (15 дворов, 97 человек) и Кругляков хутор (1 двор, 16 человек).
В 1930 году в Криушах был организован колхоз «Власть Советов», в 1950 году с ним объединились 2  других хозяйства — «Красная Звезда» и «Стальной  конь».
В годы Великой Отечественной войны погибли и пропали без вести 114 криушинцев.
В 1968 году с. Криуши было передано в административное подчинение Чуфаровского поселкового Совета, а вскоре оно прекратило своё существование.

## Население
- На 1780 год — 297 ревизских душ[4];
- На 1859 год — в 109 дворах жило: 384 м. и 441 ж.[5];
- На 1900 год — в 153 дворах жило: 467 м. и 505 ж.[2];
- В 1910 году — в 158 дворах жило 913 человек[6];
- В 1926 году в Криушах насчитывалось 215 дворов и 973 человека[6];
- На 1930 год — в 225 дворах жило 1141 человек[7].

## Известные уроженцы
- Смирнов Александр Павлович — священнослужитель Русской православной церкви, протоиерей, русский богослов, ректор Московской духовной академии (1949—1950)[8].